# Лагретта
Лагретта (исл. Lögrétta, [ˈlœɣˌrjɛhta] от lag — «закон» и rétta — «приводить в порядок, исправлять») — законодательный орган древнего альтинга и высший суд, учрежденный в Исландии в 930 году в эпоху народовластия. Существовал с перерывами вплоть до 1800 года

## Законодательный орган (930–965)
После своего образования в 930 году Законодательный суд стал высшим учреждением Альтинга и обладал всей полнотой законодательной и судебной власти. Сфера деятельности Законодательного суда была многогранной — он имел право принимать новые законы и толковать старые, решать юридические споры и предоставлять исключения из закона, а также отменять решения любого из судов весеннего тинга.
В эпоху народовластия Законодательный суд собирался во время тинга и располагался на открытом воздухе на полях возле Лёгберга к востоку от реки Эхсарау на Тингведлире. Судьи собирались в круг, внутри которого находился председательствующий на суде законоговоритель, а также заходили держать речь главные участники процесса — обвинитель, обвиняемый и его защитник. Прочим участникам судебного процесса и зрителям было разрешено наблюдать за работой суда, но запрещалось садить в круг или заходить внутрь его. На собраниях присутствовало 48 судей (большей частью жрецов-годи), у каждого из которых было по четырех помощника, сидевших впереди и позади судьи.
В 965 году Законодательный суд был упразднён Альтингом, который разделил Исландию на четверти и для каждой четверти назначил четвертной суд из 36 судей — до 1015 года высшую инстанцию для нижестоящих (судов весеннего тинга).

## Верховный суд (1262–1563)
Когда в 1262—1264 годах исландцы потеряли свою независимость и остров перешел под власть норвежской короны, были упразднены все элементы исландской судебной системы — суды весеннего тинга, Четвертной суд и Пятый суд. Взамен судов весеннего тинга король ввел судов сислюменнов, а Альтинг в 1262 году восстановил Законодательный суд, как суд высшей инстанции для судов сислюменов. Решения Законодательного суда можно было обжаловать у короля Норвегии.
Законодательный суд это эпохи вначале по-прежнему имел весьма ограниченную законодательную власть, но, в первую очередь, он уже был полноценным судом — жрецы и боги исчезли из него, а появились юристы и кодексы законов. Правовой основой деятельности Законодательного суда с 1262 по 1271 годы были законы кодекса Граугаус, а в 1271–1274 годах начали входить в действие законы Яднсиды — сборника правовых норм составленного для исландцев королём Магнусом VI Законодателем. Хотя формально законы Ярднсиды отменяли все нормы Граугауса, но фактически суды Исландии продолжали применять многие законы Граугауса вплоть до 1281 года, когда вступили в действие законы Йоунсбоука, которые были гораздо лучше приспособлены к исландским условиям и действовали вплоть до XVIII века.
В этот период своей деятельности Законодательный суд продолжал собираться во время тинга на Тингведлире. В Законодательном суде было 36 судей (по три от каждого из народных собраний), назначаемых Альтингом из 84 кандидатов предложенных сислюменами. Место председательствующего законоговорителя заняли два законника-юриста, которые отбирали из состава суда 6, 12 или 24 судьи для ведения конкретного дела. 

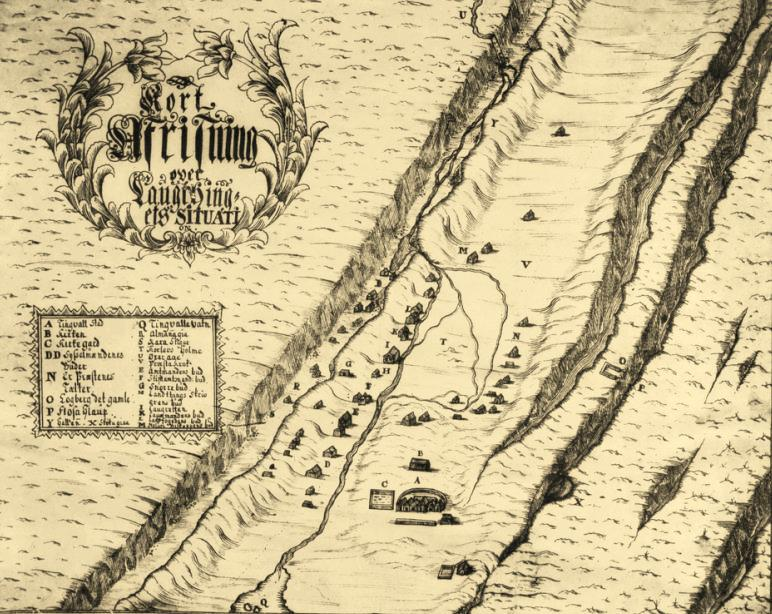
Расположение строений Альтинга на Тингведлире XVII веке. Здание Законодательного суда отмечено буквой I

Из-за недовольства короля Фредерикa II Законодательным судом, указом от 27 марта 1593 года от перестал быть высшим судом на острове, передав свои функции новообразованному Высокому суду в Альтинге, который стал в Исландии судом высшей инстанции до 1800 года. Король пожелал особо отметить в указе, что ему известно, что Законодательный суд вынес ряд решений, которые народ Исландии считает не справедливыми, поэтому король желает дать исландцам возможность отстоять свои права в справедливом суде.

## Апелляционный суд (1563–1800)
Потеряв в связи с созданием Высокого суда в Альтинге функцию высшего суда страны, Законодательный суд стал апелляционной инстанцией с правом пересмотра и отмены всех решений судов сислюменнов.
Законодательный суд продолжал собираться на Тингведлире, но в 1594 году к западу от Эхсарау был построен небольшой дом для Законодательного суда, где судьи могли вести заседания и находиться в перерывах между ними. К концу XVIII века здание стало настолько сильно поврежденным, что его нельзя было использовать и в 1798 году Законодательный суд переехал в Рейкьявик в здание Хоулавадласкоули (Hólavallaskóli), где заседал вплоть до 6 июня 1800 года, когда король Дании Кристиан VII Безумный упразднил Законодательный суд, вместе с Высоким судом Альтинга и самим Альтингом. Взамен королём был учрежден Высший национальный суд, тем самым сделав исландскую судебную систему двухуровневой.